# Antonio Susillo

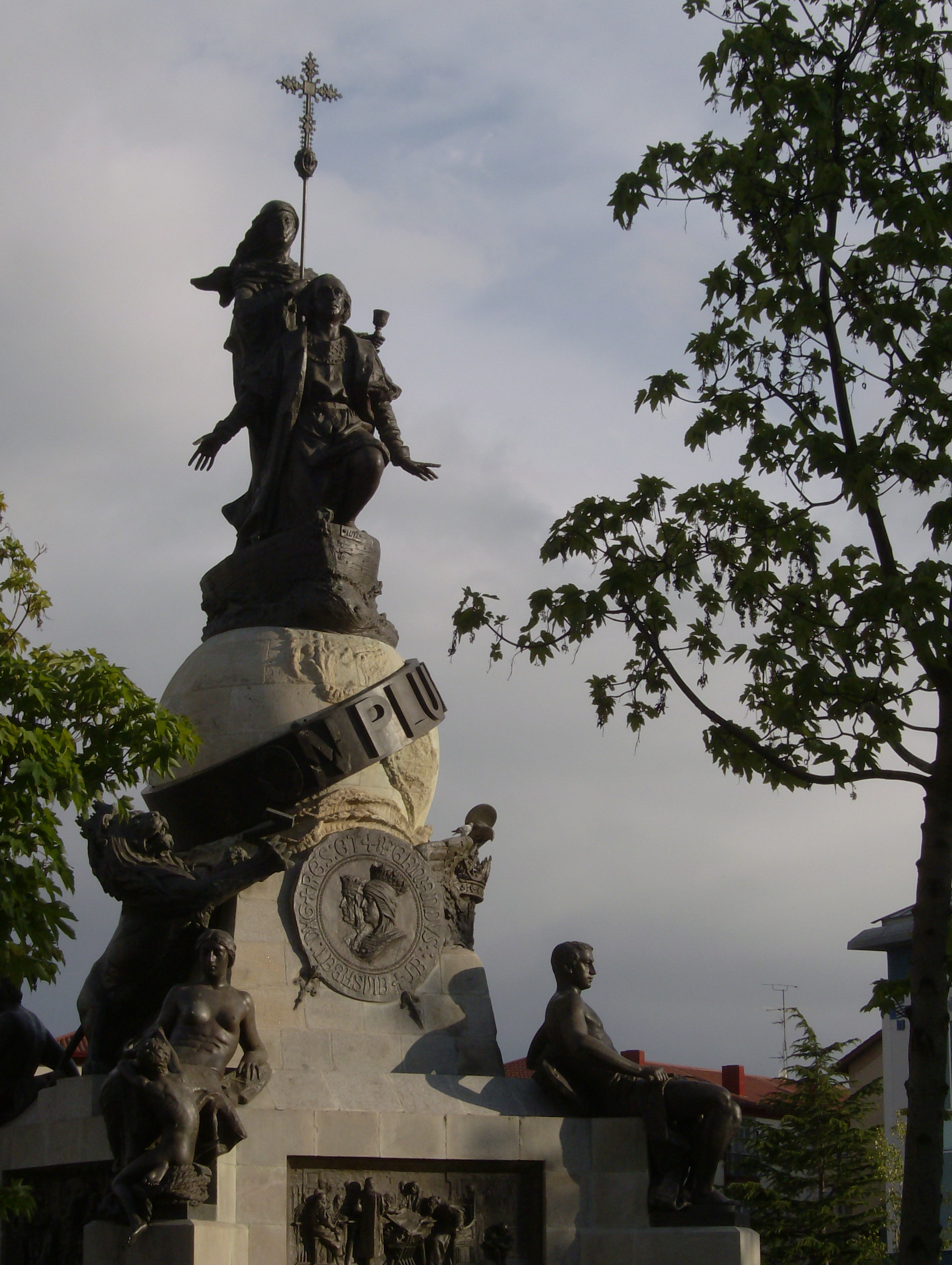
Monument a Colom, a Valladolid, obra de Antonio Susillo

Antonio Susillo y Fernández (Sevilla, 16 d'abril de 1855 - 1896) va ser un dels escultors espanyols més famosos de la segona meitat del segle xix.
Va desenvolupar els seus estudis a l'Escola de Belles Arts de París, sota la protecció del príncep rus Giedroik, després d'haver rebut les primeres classes de modelatge per part de l'artista José de la Vega a Espanya.. Va ampliar a Roma entre 1885 i 1887 en aconseguir un pensionat donat pel govern espanyol.
Va obntenir durant la seva carrera nombrosos premis en exposicions nacionals, entre ells, els segons premis, l'any 1887 i 1890 i una medalla de bronze a l'Exposició de Cadis de l'any 1879.
La seva obra està marcada per la influència modernista que va rebre durant la seva estada a París. Es caracteritza pel caràcter realista i descriptiva. Entre els seus deixebles cal destacar a Castillo Lastrucci i Lorenzo Coullaut Valera.
Sobre la seva mort hi ha dues llegendes, un compte que la seva mort va ser el resultat d'una depressió que va sofrir l'escultor a causa de la mort de la seva esposa i altre compte que es va produir al canviar la posició dels peus al Crucificado de las Mieles, sota el qual descansen les restes de l'escultor.
Entre la seva labor artística destaca la restauració de la Virgen de la Amargura el 1893 i és l'autor dels monuments a Velázquez, Daoíz (Sevilla) i Cristòfol Colom (Valladolid).